# کیوان مصباحی
کیوان مصباحی سنگسری، متولد ۱۳۳۶ در مهدیشهر (سنگسر)، استاد خوشنویسی و از شاگردان غلامحسین امیرخانی و استاد عبدالله فرادی بوده است . وی نخستین فردی است که در استان سمنان به درجه استاد تمامی در زمینه خوشنویسی نائل شده است .
کیوان مصباحی، مدرس دانشگاه بوده و تاکنون دو کتاب و ۱۰ مقاله در زمینه هنر خوشنویسی تالیف کرده است.

## ابداع شیوه برش مایل
کیوان مصباحی مبدع روش تراش مایل در خوشنویسی است . تراش مایل روشی سریع برای آموختن خط به مبتدیان است .

## تجلیل از وی به دلیل ۳۵ سال فعالیت هنری
در اسفند ماه ۱۳۹۰ از استاد کیوان مصباحی به دلیل ۳۵ سال فعالیت هنری و تربیت شاگردان بسیار در زادگاهش مهدیشهر تجلیل شد.